# 짐 론보그
제임스 레이놀드 론보그(영어: James Reynold Lonborg, 1942년 4월 16일~)는 미국의 프로 야구 선수로, 메이저 리그 베이스볼(MLB)의 보스턴 레드삭스, 밀워키 브루어스, 필라델피아 필리스에서 우완 선발투수로 뛰었다. "젠틀맨 짐"(영어: Gentleman Jim)이라는 별명이 무색하게 프로 경력 15년 동안 홈플레이트 안쪽으로 파고드는 두려움 없는 피칭으로 유명했던 선수였다. 1967년에 22승, 246탈삼진으로 두 부문 아메리칸 리그(AL) 1위에 오르는 동시에 올스타, 사이 영 상 수상자로 선정되었다.